# The Colour and the Shape
| 전문가 평가                   | 전문가 평가 |
| 평가 점수                     | 평가 점수   |
| 출처                          | 점수        |
| ----------------------------- | ----------- |
| AllMusic                      | [ 1 ]       |
| Blender                       | [ 2 ]       |
| Entertainment Weekly          | B           |
| The Guardian                  | [ 4 ]       |
| Los Angeles Times             | [ 5 ]       |
| NME                           | 8/10        |
| Rolling Stone                 | [ 7 ]       |
| The Rolling Stone Album Guide | [ 8 ]       |
| Spin                          | 6/10        |
| The Village Voice             | A−          |

《The Colour and the Shape》는 미국의 록 밴드 푸 파이터스의 두 번째 스튜디오 음반으로, 1997년 5월 20일, 로즈웰과 캐피틀 레코드를 통해 발매되었다. 1995년 데뷔 음반은 주로 프론트맨 데이브 그롤과 프로듀서 배럿 존스가 데모로 녹음했기 때문에 밴드로서 푸 파이터스의 공식 데뷔를 기념했다. 데뷔가 국제적인 성공을 거둔 후, 그롤은 기타리스트 팻 스미어, 베이시스트 네이트 멘델, 드러머 윌리엄 골드스미스를 영입하여 밴드의 완전한 라인업을 구성했다. 이 그룹은 1996년 가을 두 번째 음반의 사전 제작을 위해 소집되었고, 트랙에 대한 팝 감성을 확립하기 위해 길 노턴을 프로듀서로 영입했다. 이 밴드는 또 다른 그런지의 파생물이 될 것이라는 음악 언론의 예측과 달리 본격적인 록 음반을 만들기 위해 노력했다.
1996년 제니퍼 영블러드와 이혼한 그롤의 영향을 받은 《The Colour and the Shape》는 푸 파이터스의 데뷔작보다 가사적으로 내성적이고 음악적으로 발전했다. 이 음반의 트랙 리스트는 상반된 감정을 반영하기 위해 음반을 업템포 트랙과 발라드로 나누면서 테라피 세션을 닮도록 설계되었다. 워싱턴의 베어 크릭 스튜디오에서의 초기 세션은 형편없었고 밴드는 그 음반들의 대부분을 폐기했다. 이 밴드는 1997년 초에 골드스미스 없이 재결성하여 할리우드의 그랜드마스터 레코딩 스튜디오에서 녹음했고, 그롤은 대신 드럼에 앉아 있었다. 골드스미스는 자신의 곡 대부분이 재녹음된 것에 불쾌감과 불만을 느꼈고, 얼마 지나지 않아 밴드를 떠났다.
싱글 〈Monkey Wrench〉, 〈Everlong〉, 〈My Hero〉는 미국 록 라디오 차트 10위 안에 정점을 찍었고, 이 음반은 빌보드 200에서 10위에 올랐다. 이 음반은 또한 영국에서 3위를 정점으로 국제적인 수준에서 상업적인 성공을 거두었다. 비평가들은 이 음반을 그 시대의 중요한 미국 록 음반으로 여겼고, 회고적인 평가에서 이 음반은 계속해서 중요한 모던 록 음반으로 간주된다. 1998년 그래미 어워드 최우수 록 음반 후보에 올랐다. 《The Colour and the Shape》는 닐슨 사운드스캔에 따르면 2백만 장 이상의 판매고를 올리며 미국에서 푸 파이터스의 가장 큰 판매고로 남아있다. 이 음반은 2007년에 10주년 기념으로 몇 개의 보너스 트랙과 함께 리마스터드되고 재발행되었다.
《The Colour and the Shape》는 캐피틀 레코드가 발매하고 판매한 푸 파이터스의 마지막 음반이다. 밴드가 로즈웰 레코드와 함께 RCA 레코드와 계약한 후, 그들의 이름을 딴 데뷔 음반과 함께 배급은 RCA로 전환되었다.

## 배경
이 음반은 풀 밴드로서 푸 파이터스의 데뷔 음반이었다. 푸 파이터스라는 이름의 첫 번째 음반에서 프론트맨 데이브 그롤은 그레그 덜리가 연주한 한 기타 파트를 제외하고는 모든 파트를 직접 연주하고 녹음했다. 밴드의 원래 라인업은 1995년과 1996년 동안 그들의 철저한 투어 일정을 위해 모였고, 그 기간 동안 밴드는 싱글 〈This Is a Call〉, 〈I'll Stick Around〉, 〈Big Me〉의 힘으로 국제적인 센세이션을 일으켰다. 비록 음악 언론이 일반적으로 이 밴드의 두 번째 음반이 그런지에서 영감을 받은 개러지 록을 보여줄 것이라고 추측했지만, 이 밴드의 의도는 보다 직접적인 록 음반을 만드는 것이었다. 이 밴드는 캐피틀 레코드와 체결한 계약을 통해 밴드의 진정한 "데뷔"에 대한 상당한 수준의 창조적인 통제를 제공했다. 음반에 수록된 곡들은 지난 18개월 동안 광범위한 투어 동안 사운드 체크 중에 작곡되었다. 멘델은 프론트맨이 리프와 기본적인 노래 구조를 제공하면서 "모든 노래의 싹은 데이브의 것"이라고 말했다. 그 후 밴드는 잼을 바르고 각 멤버는 곡의 어떤 측면에 기여했다.
그롤은 프로듀서 길 노턴을 영입하여 이 소재에 추가적인 팝 광택을 제공했다. 그는 특히 기타 오버덥과 하모니를 상당히 명확하게 듣고 싶었다. 그롤은 노턴이 픽시스와의 초기 작업과 "픽시스의 다층적인 이상함에서 일관성 있는 팝송을 만들어내는" 능력에 감탄했다고 말했다. 노턴은 밴드의 연주에 대한 요구가 매우 컸고, 베이시스트 네이트 멘델이 그의 음악적 기량을 연습하고 향상시켰다. 그롤은 "그것은 좌절스럽고 힘들었고 길었지만, 결국 당신은 당신이 한 일에 귀를 기울였고 당신이 왜 그것을 백만 번이나 해야 하는지 이해했다"고 말했다.

## 구성
전문 평론가들은 《The Colour and the Shape》의 음악 장르를 얼터너티브 록, 그런지, 포스트 그런지, 펑크 록, 하드 록으로 분류했다. 《멜로디 메이커》에서 쓴 빅토리아 시걸은 이 음반이 데뷔보다 더 응집력이 있으며 "타격된 낭만주의"라는 주제로 통일되었다고 말했다. 좀 더 구체적으로 말하면, 많은 가사들이 1996년 겨울 동안 제니퍼 영블러드와의 결혼 생활의 해체를 다루고 있는데, 그롤은 그롤이 "내 불만의 겨울"이었다고 말했다. 이 음반의 트랙 시퀀스는 이러한 정서를 반영하며, 혼돈에서 새로운 행복으로의 그의 변화를 기록한다. 그롤은 이전 음반의 가사가 "명백하다"와 "말도 안 된다"는 것을 인정했지만, 노턴은 더 의미 있고 이해할 수 있는 가사를 쓰도록 그롤에게 도전했다. 그롤은 가사로 자신의 감정을 더 깊이 파고들었고 "'와, 나는 실제로 내가 강하게 느끼는 것들과 나에게 의미 있는 것들 그리고 일상적인 대화에서 보통 말하지 않을 것들에 대해 쓸 수 있다'라는 새로운 자유가 있었다"고 말했다. 일주일에 한 번씩 치료사를 방문하면 나머지 주는 모든 것에 대해 기분이 좋아진다. 그롤은 또한 데뷔 당시 자신의 가창력에 대한 불안감을 극복하면서 노래에서 새로운 힘을 발견했다. 발라드, 업 템포 트랙, 두 곡의 조합 등 세 가지 유형의 노래가 음반에 스며든다. 그롤은 그것들이 이혼 후에 그가 느낄 구체적인 감정들을 대표한다고 느꼈다.

## 곡 목록
모든 곡들은 특별한 언급이 없는 한 데이브 그롤, 네이트 멘델 그리고 팻 스미어에 의해 작사/작곡하였다.
| #   | 제목              | 작사·작곡 | 재생 시간 |
| --- | ----------------- | --------- | --------- |
| 1.  | Doll              |           | 1:23      |
| 2.  | Monkey Wrench     |           | 3:51      |
| 3.  | Hey, Johnny Park! |           | 4:08      |
| 4.  | My Poor Brain     |           | 3:33      |
| 5.  | Wind Up           |           | 2:32      |
| 6.  | Up in Arms        |           | 2:15      |
| 7.  | My Hero           |           | 4:20      |
| 8.  | See You           |           | 2:26      |
| 9.  | Enough Space      | 그롤      | 2:37      |
| 10. | February Stars    |           | 4:49      |
| 11. | Everlong          | 그롤      | 4:10      |
| 12. | Walking After You | 그롤      | 5:03      |
| 13. | New Way Home      |           | 5:40      |

## 인증
| 국가                                                            | 인증     | 판매량/출하량 |
| --------------------------------------------------------------- | -------- | ------------- |
| 오스트레일리아 (ARIA)                                           | 플래티넘 | 70,000^       |
| 캐나다 (뮤직 캐나다)                                            | 플래티넘 | 100,000^      |
| 독일 (BVMI)                                                     | 골드     | 250,000       |
| 일본 (RIAJ)                                                     | 골드     | 100,000^      |
| 뉴질랜드 (RMNZ)                                                 | 골드     | 7,500^        |
| 영국 (BPI)                                                      | 플래티넘 | 672,000       |
| 미국 (RIAA)                                                     | 플래티넘 | 2,342,000     |
| ^출하량을 기반으로 한 인증 · 판매량+스트리밍을 기반으로 한 인증 |          |               |